# Flor Alpaerts
Flor Alpaerts (Antwerpen, 12 september 1876 - 5 oktober 1954) was een Vlaams componist en muziekpedagoog.

## Levensloop
Hij werd geboren binnen het gezin van tabaksbewerker Antonius Josephus Alpaerts en Maria Adela Mynendonckx. Alpaerts, die vroeg zijn ouders verloor, was vanaf 1885 leerling in de Vlaamsche Muziekschool, die in 1898 het Koninklijk Vlaams Conservatorium van Antwerpen werd, en leerde er notenleer bij Albert De Schacht. Hij studeerde er bij Flor Tillemans en Jean-Baptiste Colyns (viool), Jan Blockx (harmonie en compositie), Jan Tilborghs (contrapunt en fuga). In 1901 studeerde hij af met verscheidene eerste prijzen. Vanaf 1903 gaf hij aan dezelfde school les in notenleer, contrapunt en fuga. In 1933 werd hij, na een bitsige strijd met Lodewijk De Vocht, tot directeur benoemd van het Koninklijk Conservatorium van Antwerpen en bleef dit tot in 1941. Hij zette het onderwijs verder in de traditie van Peter Benoit.
Vanaf 1891 speelde Alpaerts viool in verschillende orkesten, onder meer in het Orkest van de Bourlaschouwburg en in dat van de Koninklijke Harmoniemaatschappij. Hij begon ook te dirigeren, eerst met amateurorkesten, weldra met beroepsorkesten die hem faam bezorgden. Hij vervolmaakte zich in het dirigeren bij Edward Keurvels (1853-1916).
In 1904 werd hij dirigent van de Peter-Benoitkapel, een afdeling van het Peter-Benoitfonds. Deze kapel bestond uit een vrouwelijk koor met enkele instrumentisten. Als artistiek leider van het Benoitfonds werd hij de belangrijkste dirigent van de werken van Benoit, onder meer in 1934 De Oorlog. Naast de Benoitcultus, zette hij zich in voor de muziek van Igor Stravinsky en Arthur Honegger.
Alpaerts was een zeer aanwezige dirigent in het Antwerpse. Hij dirigeerde in de Koninklijke Nederlandse Schouwburg en in de Koninklijke Maatschappij voor Dierkunde. Het orkest van de zoo en het koor Arti Vocale gaven tot in 1951 maandelijks een concert met werk van eigen componisten en uit het internationaal repertoire. In 1922-23 was hij dirigent van de Koninklijke Vlaamse Opera.
Hij werd als vrijmetselaar vermeld op een door La Libre Belgique op 17 mei 1938 gepubliceerde lijst.
Alpaerts werd begraven op de Antwerpse begraafplaats Schoonselhof.

## Componist
Alpaerts liet een uitgebreid oeuvre na. Hij componeerde eerst in een impressionistisch idioom, later expressionistisch en uiteindelijk neoclassicistisch. Hij liet zich hierbij inspireren door het Vlaamse leven. Peter Benoit was zijn grote voorbeeld, maar hij hertaalde zijn principes en gaf aan de Vlaamse muziek een actuele taal en een eigentijds gezicht.
Hij schreef vooral voor symfonisch orkest. Daarnaast schreef hij ook toneelmuziek, een opera, heel wat Vlaamse liederen, kamermuziek en werk voor fanfare en harmonie.

## Publicatie
- Muzieklezen en zingen, 5 delen (1915- 1918).

## Oeuvre

#### Vocale Muziek
| Voltooid in | titel                                       | aard                        | libretto       |
| ----------- | ------------------------------------------- | --------------------------- | -------------- |
| 1910-1913   | Shylock                                     | Opera in 3 bedrijven        | H. Melis       |
| 1912        | Het Schooner Vaderland                      | Kindercantate en orkest     | R. Verhulst    |
|             | Van Nieuwenhuize-cantate                    | Kindercantate en orkest     | P. Liekens     |
| 1924        | Huldezang (Lofzang aan God)                 | Kindercantate en orkest     | E.H. Walgraeve |
|             | Jonker Karel van Klaverghem                 | Soli - koor - orkest        | Pol de Mont    |
| 1901        | Ave Maria                                   | Koor en orkest              |                |
| 1903        | Kyrie eleison                               | Koor en orkest              |                |
| 1926        | Benedictus Deus                             | Koor en orkest              |                |
| 1926        | Benedictus Deus                             | a capella-koor              |                |
|             | Tantum Ergo                                 | Driestemmig koor met orkest |                |
|             | Jubelend Paaschlied                         | Solo en koor met orgel      |                |
|             | Aan Zee                                     | Gemengd a capella-koor      | H. Melis       |
| 1920        | Lof aan de Kunst (Van Nieuwenhuize-Cantate) | Kindercantate en orkest     | W. Gijssels    |

#### Orkestmuziek
| Voltooid in               | titel                                           | aard                                                       |
| ------------------------- | ----------------------------------------------- | ---------------------------------------------------------- |
| 1936                      | Humor                                           | Vlaamse vertelling                                         |
| 1899                      | Psyche                                          | Symfonisch gedicht in 3 delen                              |
| 1905                      | Cyrus                                           | Symfonisch gedicht geïnspireerd op werk van Louis Couperus |
| 1906                      | Lentesymphonie                                  | Symfonie in 4 delen                                        |
| 1904                      | Herleving                                       | Symfonisch gedicht                                         |
| 1921                      | Pallieter                                       | Symfonisch gedicht                                         |
|                           | Avondstemming                                   | Symfonisch gedicht                                         |
| 1904                      | Boschspeling                                    | Symfonisch gedicht                                         |
| 1920                      | Vlaamsche Idylle                                | Symfonisch gedicht                                         |
| 1907                      | Salomé's Dans                                   | Thema met variaties                                        |
| 1927                      | Thijl Uilenspiegel                              | Symfonisch gedicht                                         |
| 1928                      | Avondindruk                                     | Symfonisch gedicht                                         |
| 1928                      | Zomer Idylle                                    | Symfonisch gedicht                                         |
| 1929                      | Treurdicht                                      | Blazers en slagwerk                                        |
| 1931                      | 'James Ensor-suite'                             | Suite in 4 delen                                           |
|                           | Korte Marsch (Librado)                          |                                                            |
| 1915                      | Avondmuziek a) aan Jef b) aan Flora             | 2 serenaden voor houtblazers                               |
| 1932                      | Eerste Orkestsuite                              | Suite in 4 delen                                           |
| 1932                      | Tweede Orkestsuite (Bloempjes uit mijn tuintje) | Kindertonelen                                              |
| 1903 (herwerking in 1940) | Symphonisch gedicht                             | Fluit en orkest in 3 delen                                 |
| 1928                      | Romanza                                         | Viool en orkest                                            |
| 1915                      | Serenade                                        | Cello en orkest                                            |
| 1904                      | Karakterstuk                                    | Trompet en orkest                                          |
| 1939                      | Inhuldigingsfanfare (Opening N.I.R.-gebouw)     | Koperblazers                                               |
| 1948                      | Vioolconcerto                                   | Viool en orkest                                            |
| 1944                      | Concertstuk voor hobo (of fluit)                | Hobo (of fluit) en orkest                                  |
| 1948                      | Fantasia voor klarinet                          | Klarinet en orkest                                         |

#### Klaviermuziek
| Voltooid in | titel                                                                                         | aard                                                |
| ----------- | --------------------------------------------------------------------------------------------- | --------------------------------------------------- |
| 1913        | Eerste Fantasia (Scherzo-Capriccio)                                                           |                                                     |
| 1913        | Tweede Fantasia (Weemoed)                                                                     |                                                     |
| 1913        | Derde Fantasia (Lente)                                                                        |                                                     |
| 1904        | Heidebloempjes a) Menheer Klaas b) Albumblad c) Vertelseltje aan Jef d) Liedje zonder woorden |                                                     |
| 1926        | Prelude en fughetta in e                                                                      |                                                     |
|             | Klein Voorspel voor een groot Drama                                                           |                                                     |
|             | Trage Wals                                                                                    |                                                     |
| 1931        | Kindertoneelen a) Vaarlied b) Tweespraak c) Wiegeliedje                                       |                                                     |
|             | Symphonisch gedicht                                                                           | Fluit met klavier (bewerking van de orkestversie)   |
|             | Karakterstuk                                                                                  | Trompet met klavier (bewerking van de orkestversie) |
|             | Romanza                                                                                       | Viool met klavier (bewerking van de orkestversie)   |
|             | Serenade                                                                                      | Cello met klavier (bewerking van de orkestversie)   |

#### Liederen en gezangen
| Voltooid in | titel                      | aard                                             | Tekstschrijver  |
| ----------- | -------------------------- | ------------------------------------------------ | --------------- |
| 1914        | Oudt liedeken              | Zang met orkest                                  | V. Delamontagne |
|             | Duo uit 'Shylock'          | Sopraan en Tenor met orkest                      | H. Melis        |
| 1934        | Huldezang aan Peter Benoit | Zang met orkest                                  | Julius Sabbe    |
|             | Klein lied                 | Zang met orkest                                  | G. Priem        |
|             | Herdenken                  | Zang met orkest                                  | G. Priem        |
|             | Van de Bloemkens           | Zang met orkest                                  | G. Antheunis    |
| 1934        | Lentelied                  | Zang met orkest                                  | G. Priem        |
| 1920        | De Kerel                   | Zang met klavier                                 | A. Weustenraad  |
|             | Herdenken                  | Zang met klavier (bewerking van de orkestversie) | G. Priem        |
|             | De Kleine God van Mei      | Zang met klavier                                 | G. Priem        |
|             | Oudt Liedeken              | Zang met klavier (bewerking van de orkestversie) | V. Delamontagne |
|             | Sneeuwwitje                | Zang met klavier                                 | G. Priem        |
|             | Lentelied                  | Zang met klavier (bewerking van de orkestversie) | G. Priem        |
|             | Duo uit 'Shylock'          | Zang met klavier (bewerking van de orkestversie) | H. Melis        |
|             | Huldezang aan Peter Benoit | Zang met klavier (bewerking van de orkestversie) | Julius Sabbe    |
|             | Klein lied                 | Zang met klavier (bewerking van de orkestversie) | G. Priem        |
|             | Liedje                     | Zang met klavier                                 | G. Priem        |
| 1897        | Droom                      | Zang met klavier                                 | G. Priem        |
| 1893        | De Minne                   | Zang met klavier                                 | Hugo Verriest   |
|             | Wiegelied                  | Zang met klavier                                 | Tollens         |
| 1917        | Aan Greta                  | Zang met klavier                                 | H. Van Tichelen |

#### Kinderliederen
| Voltooid in | titel                        | Tekstschrijver     |
| ----------- | ---------------------------- | ------------------ |
|             | Langoor op reis              | T. van Buul        |
|             | Jantje weent en Jantje lacht | T. van Buul        |
|             | 't Zandmanneke               | H. Van Tichelen    |
|             | 't Hofje 's morgens          | G. Schmook         |
|             | Janneke Maan                 | H. Van Tichelen    |
|             | Lange Piet en Korte Jan      | G. Antheunis       |
|             | Antje en het zakuurwerk      | N. De Tière        |
|             | Nora zingt                   | Ern. Van den Bosch |
|             | Tom, trom en Brom            | H. Van Tichelen    |
|             | Van de Kat en de Muis        | G. Antheunis       |
|             | Ons Poesje                   | J. Heye            |
|             | Van de bloemekens            | G. Antheunis       |
|             | Knikkertje                   | H. Van Tichelen    |
|             | Pik, prik                    | H. Van Tichelen    |
|             | Te laat                      | M. Verkozen        |
|             | Zus                          | X.                 |
|             | Kindeken, slaap              | H. Van Tichelen    |
|             | Klokken van Rome             | H. Van Tichelen    |
|             | Muizenbegrafenis             | T. van Buul        |
|             | Sprokkelvrouwken             | H. Van Tichelen    |
|             | In 't woud                   | H. Van Tichelen    |
|             | Kleine Mop                   | X.                 |
|             | Het klokje luidt             | H. Bruining        |
|             | De Reuzendochter             | B. Van Meurs       |
|             | Oogstlied                    |                    |
|             | Lied van den Arbeid          |                    |

#### Kamermuziek
| Voltooid in | titel                                                 |
| ----------- | ----------------------------------------------------- |
| 1897        | Snarenkwartet (1e deel)                               |
| 1906        | Trio voor viool, cello en klavier (Andante - Scherzo) |
|             | Eerste Strijkkwartet                                  |
|             | Tweede Strijkkwartet                                  |
|             | Derde Strijkkwartet                                   |
|             | Vierde Strijkkwartet                                  |
| 1953        | Vier Bagatellen (voor strijkkwartet)                  |

#### Toneelmuziek
| Voltooid in | titel                      | libretto             |
| ----------- | -------------------------- | -------------------- |
| 1906        | Koning Oidipos             | Sophocles (tragicus) |
| 1907        | Salomé                     | Oscar Wilde          |
|             | De Kampvechter van Ravenna | Dr. Venesoen         |
| 1907        | De verzonken Klok          | G. Hauptmann         |
| 1938        | Cymbeline                  | William Shakespeare  |
|             | De Ring der Gyges          | Aug. Monet           |

- Bibliothèque nationale de France: cb148251798 (data)
- Digitale Bibliotheek voor de Nederlandse Letteren: alpa001
- Gemeinsame Normdatei: 13499454X
- International Standard Name Identifier: 0000 0000 8009 2400
- Library of Congress Control Number: no89007480
- MusicBrainz: f59b436f-ce2d-43ac-b244-f4e157cc9534
- Nationale Bibliotheek van Tsjechië: xx0227077
- Nationale Bibliotheek van Israël: 987012502262705171
- Nederlandse Thesaurus van Auteursnamen: 102578788
- SNAC: w69s5wjc
- Virtual International Authority File: 102488651
- WorldCat: E39PBJmHD4jwFtKwgHRcjYJYyd